# Талпакоті малий
Талпако́ті малий (Columbina minuta) — вид голубоподібних птахів родини голубових (Columbidae). Мешкає в Мексиці, Центральній і Південній Америці.

## Опис
Малий талпакоті є найменшим голубом у світі і одним з найлегших голубів у світі, хоча карликові тілопо є дещо важчими за них. Його довжина становить 14-16 см, а вага 24-26 г. Голова і шия сизувато-сірі, верхня частина тіла тьмяно-сірувато-коричнева, крила більш руді. Нижня частина тіла світло-бордова. Дзьоб чорний, лапи червонуваті.

## Таксономія

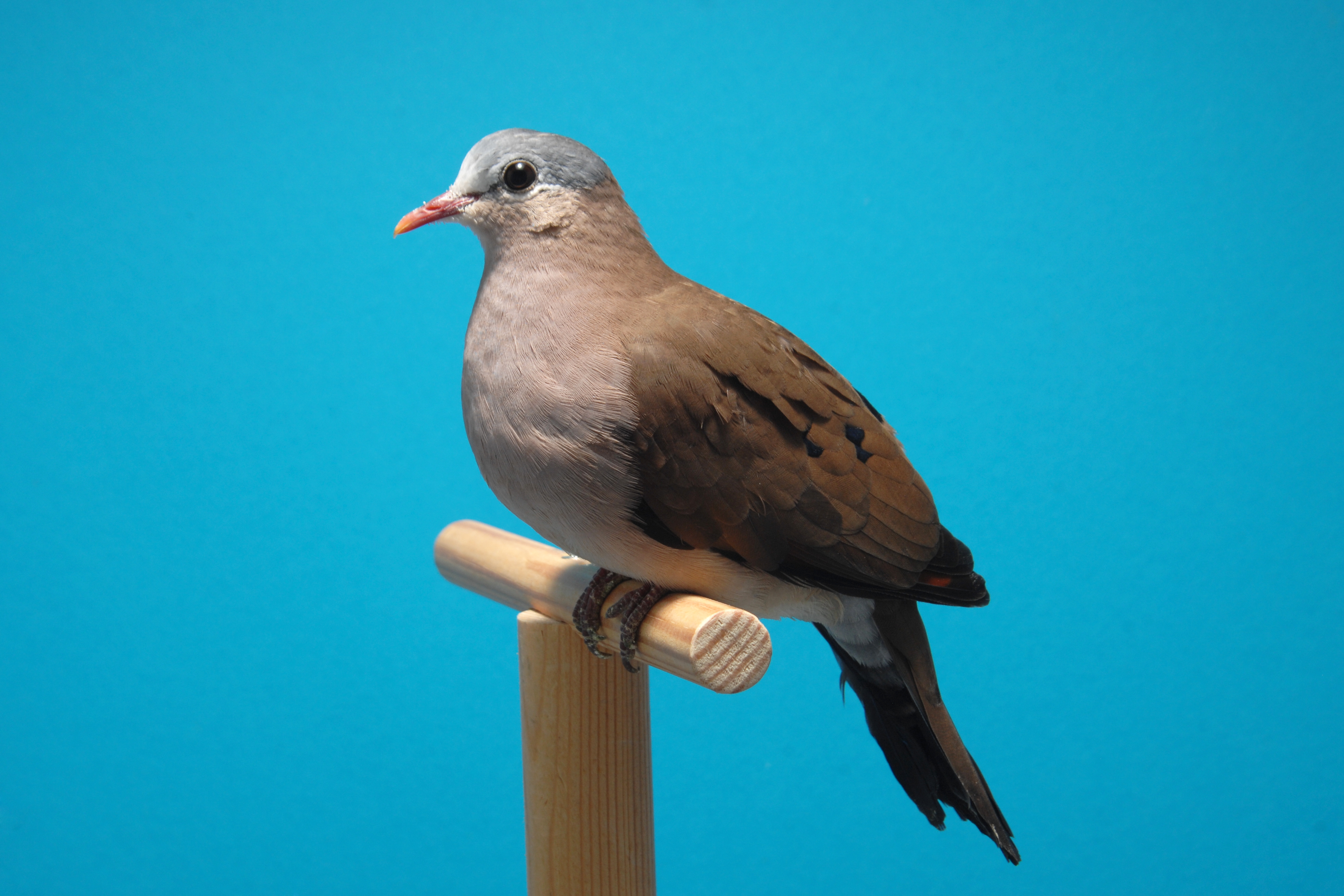
Малий талпакоті

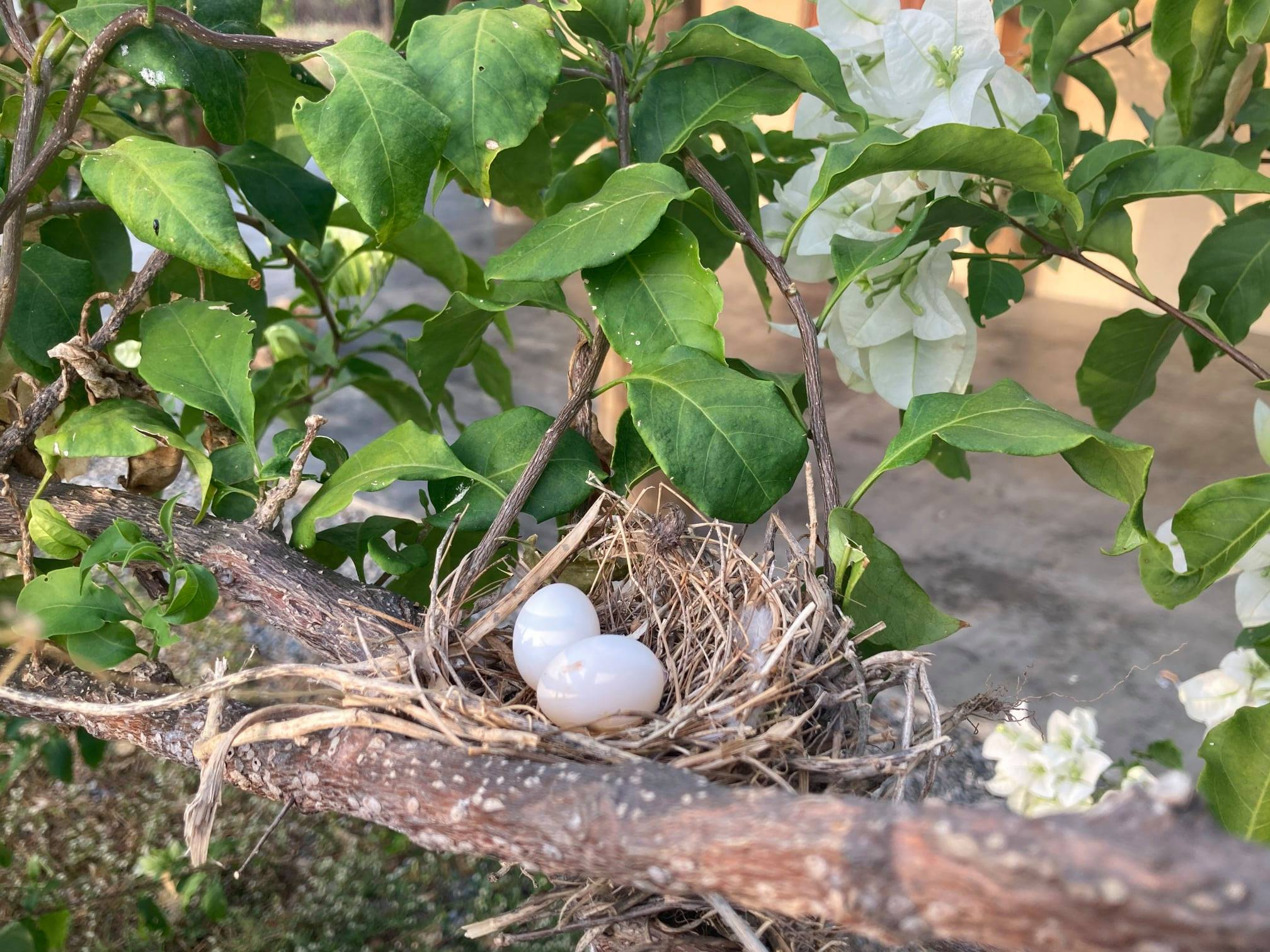
Гніздо малого талпакоті

В 1760 році французький зоолог Матюрен Жак Бріссон включив опис малого талпакоті до своєї книги «Ornithologie», описавши птаха за зразком, який, як він помилково вважав, походив із Санто-Домінго (Домініканська республіка). Він використав французьку назву La petite tourterelle brune d'Amérique та латинську назву Turtur parvus fuscus americanus. Однак, хоч Бріссон і навів латинську назву, вона не була науковою, тобто не відповідає біномінальній номенклатурі і не визнана Міжнародною комісією із зоологічної номенклатури. Коли в 1766 році шведський натураліст Карл Лінней випустив дванадцяте видання своєї «Systema Naturae», він доповнив книгу описом 240 видів, раніше описаних Бріссоном. Одним з цих видів був малий талпакоті, для якого Лінней придумав біномінальну назву Columba minuta. Згодом малого талпакоті перевели до роду Талпакоті (Columbina), введеного німецьким натуралістом Йоганном Баптистом фон Спіксом у 1825 році. Типова місцевість цього виду пізніше була виправлена на Каєнну у Французькій Гвіані.

## Підвиди
Виділяють чотири підвиди:
- C. m. interrupta (Griscom, 1929) — від південно-східної Мексики до Белізу, Гватемали і Нікарагуа;
- C. m. elaeodes (Todd, 1913) — від Коста-Рики до заходу центральної Колумбії;
- C. m. minuta (Linnaeus, 1766) — від східної Колумбії через Венесуели і Гвіану до південної Бразилії і північно-східної Аргентини;
- C. m. amazilia (Bonaparte, 1855) — узбережжя південно-західного Еквадору і північно-західного Перу (на південь до Ліми).

## Поширення і екологія
Малі талпакоті мешкають в Мексиці, Гватемалі, Белізі, Сальвадорі, Гондурасі, Нікарагуа, Коста-Риці, Панамі, Колумбії, Еквадорі, Перу, Венесуелі, Гаяні, Суринамі, Французькій Гвіані, Бразилії, Болівії, Парагваї і Аргентині. Вони живуть в сухих саванах і чагарникових заростях, на луках, зокрема на заплавних, на полях, переважно на висоті до 1400 м над рівнем моря, в Центральній Америці на висоті до 750 м над рівнем моря, в Перу місцями на висоті до 2100 м над рівнем моря.
Малі талпакоті ведуть переважно наземний спосіб життя. Більшу частину часу вони проводять на землі, ночують на деревах. Основою їх раціону є насіння. Початок сезону розмноження у малих талпакоті різниться в залежності від регіону, у Венесуелі гніздування триває протягом всього року з піком з квітні-листопаді. Гніздо розміщується на землі або в заростях низько над землею. В кладці 2 білих яйця. Інкубаційний період триває 13-14 днів, пташенята покидають гніздо через 12-14 днів після вилуплення.

## Збереження
МСОП класифікує цей вид як такий, що не потребує особливих заходів зі збереження. За оцінками дослідників, популяція малих талпакоті становить від 500 тисяч до 5 мільйонів дорослих птахів.